# Pulgada cuadrada
es una unidad de medida imperial, equivalente a la superficie de un cuadrado cuyo lado posee 1 pulgada de longitud (2,54 centímetros). La pulgada cuadrada es muy usada en los Estados Unidos de América (donde es mucho más utilizada que el centímetro cuadrado) y, en menor grado, también en Canadá.

## Equivalencias
Una pulgada cuadrada es igual a: 
- 0,0069444444444444 pies cuadrados
- 0,0007716049382716 yardas cuadradas
- 0,00002550760126517702275 rods cuadrados

- 5,06707479 centímetros cuadrados
- 506,707479 milímetros cuadrados